# No-Conscription Fellowship
Il No-Conscription Fellowship fu una organizzazione pacifista fondata a Londra da Fenner Brockway e Clifford Allen il 27 novembre 1914, dopo che la prima guerra mondiale aveva fallito nel raggiungere una veloce conclusione.  Fra gli altri eminenti sostenitori vi erano anche  John Clifford, Bruce Glasier, Bertrand Russell, Robert Smillie e Philip Snowden.
Il nucleo centrale della campagna fu il Military Service Act che aveva introdotto la coscrizione obbligatoria nel 1916.  Vennero costituiti comitati in tutto il paese, furono prodotti opuscoli e vennero inviate deputazioni al Parlamento. Riuscirono ad ottenere fondi per l'obiezione di coscienza nel disegno di legge,  ma si opposero alla creazione dei  Non-Combatant Corps. 
I fondatori e gli altri membri vennero incarcerati per la loro opposizione alla coscrizione. Bertrand Russell divenne presidente dell'organizzazione, mentre Catherine Marshall prese il posto di Fenner Brockway come segretaria. Catherine Marshall era innamorata di Clifford Allen e, quando egli fu colpito dagli effetti del carcere, lei giunse all'esaurimento al punto che Lilla Brockway assunse il ruolo di segretaria nel 1917.   Il Comitato Nazione nel 1916 era costituito da A. Barratt Brown, Alfred Salter, Aylmer Rose, Bertrand Russell, C.H. Norman, Catherine Marshall, Clifford Allen, Edward Grubb, Fenner Brockway, John P. Fletcher, Morgan Jones, Rev. Leyton Richards, Will Chamberlain.
Vennero costituiti comitati in tutto il paese e la prima convenzione nazionale si tenne il  27 novembre 1915 al Congregational Memorial Hall.  La seconda convenzione si telle l'anno seguente, l'8 aprile alla Devonshire House — un luogo di incontro dei quaccheri a Bishopsgate.  Beatrice Webb, che era a favore della guerra, registrò il resoconto nel suo diario: